# Gryphopsylla jacobsoni
Gryphopsylla jacobsoni är en loppart som först beskrevs av Jordan et Rothschild 1922.  Gryphopsylla jacobsoni ingår i släktet Gryphopsylla och familjen Stivaliidae. Utöver nominatformen finns också underarten G. j. segregata.